# Direcció General de la Seguretat Exterior
La Direcció General de Seguretat Exterior (en francès: Direction générale de la Sécurité extérieure, DGSE) és l'agència d'intel·ligència exterior de la República francesa, formada el 2 d'abril de 1982 per a reemplaçar l'antic servei de documentació exterior i de contraespionatge (Service de documentation extérieure et de contre-espionnage) (SDECE). El seu lema és Partout où nécessité fait loi ('Arreu on sigui necessari facis la llei').